# Max Hirschfeld
Max Hirschfeld (* 13. August 1860 in Kaukehmen, Ostpreußen; † 4. Oktober 1944 in Berlin) war ein deutscher Schriftsteller in Berlin.

## Leben
Max Hirschfeld stammte wahrscheinlich aus einer jüdischen Familie. Der Vater war Kaufmann in Kaukehmen in Ostpreußen. Der Junge besuchte die Dorfschule und seit 1871 das Gymnasium in Tilsit. 1877 begann er eine Buchhändlerlehre in Leipzig, kehrte aber 1879 an das Gymnasium in Tilsit zurück und legte dort 1881 das Abitur ab.
Dann studierte er Philologie in Königsberg, absolvierte den Militärdienst seit 1883 und setzte das Germanistikstudium in Berlin seit 1884 fort. 1889 promovierte er dort zum Dr. phil.
Seit 1891 schrieb Hirschfeld für die satirische Zeitschrift Fliegende Blätter. 1892 übernahm er die Redaktionsleitung der Frankfurter Latern, die 1893 jedoch eingestellt wurde.
1898 gründete Max Hirschfeld die Schriftsteller-Fachzeitschrift Die Feder. 1899 gründete er den Federclub und 1900 den Allgemeinen Schriftsteller-Verein. Dieser wurde bald zum größten Schriftstellerverband im Deutschen Reich. Hirschfeld leitete ihn als Vorsitzender und Geschäftsführer bis zu dessen Auflösung 1934.
Max Hirschfeld verfasste vor allem humoristische Erzählungen und Romane sowie Übersichtswerke über und für Schriftsteller.